# Haguro (schip, 1929)
De Haguro (Japans: 羽黒) was een Japanse zware kruiser van de Myōkō-klasse, die dienstdeed van 1929 tot 1945.

## Ontwerp
De Haguro beschikte over vier turbines, met ieder een schacht. Deze werden aangedreven door twaalf ketels. Hiermee werd een machinevermogen van 97.000 kW gehaald, waarmee het schip een topsnelheid van 36 knopen kon halen. Als het schip met een snelheid van 14 knopen voer, kon het 15.000 km afleggen.
De hoofdbewapening van de Haguro bestond uit tien 203mm-kanonnen, verdeeld over vijf dubbele geschuttorens. Verder had het acht 127mm-kanonnen, verdeeld over vier dubbele geschuttorens, en vier dubbelloopse torpedobuizen. De luchtverdediging bestond uit relatief laagkaliber-machinegeweren. Later kwam hier 25mm-luchtafweergeschut bij.

## Dienst

### Slag in de Javazee
Op 27 februari 1942 speelde de Haguro een sleutelrol bij de Slag in de Javazee, een zeeslag tegen het geallieerde ABDA-eskader. Hier bracht het het vlaggenschip van de Nederlandse marine tot zinken, de lichte kruiser Hr.Ms. De Ruyter, alsook de torpedobootjager Hr.Ms. Kortenaer: de torpedo die de Kortenaer trof was afgevuurd van meer dan twintig kilometer, een record-afstand (ooit) voor een torpedotreffer. Ook bracht de Haguro flinke schade toe aan de zware kruiser HMS Exeter.

### Tweede slag in de Javazee
Op 1 maart 1942 speelde de Haguro een sleutelrol bij de Tweede Slag in de Javazee. Hier bracht hij de zware kruiser HMS Exeter tot zinken en assisteerde hij bij het tot zinken brengen van de torpedobootjagers HMS Encounter en USS Pope.

### Andere gevechten
- Op 7 mei 1942 nam de Haguro deel aan de Slag in de Koraalzee.[2][5][8]
- Op 24 augustus 1942 nam hij deel aan de Zeeslag bij de Oostelijke Salomonseilanden.[2][5][8]
- Eind januari 1943 assisteerde de Haguro bij de evacuatie van Guadalcanal.[5][8]
- Op 2 november 1943 nam de Haguro deel aan de Slag in de Keizerin Augusta-baai, waar hij licht beschadigd raakte.[2][5][8]
- Op 19 juni 1944 nam de Haguro deel aan de Slag in de Filipijnenzee.[2][3][5][8]
- Op 23-25 oktober nam de Haguro deel aan de Slag in de Golf van Leyte.[2][5][8]

### Slag in de Straat Malakka
Op 16 mei 1945 werd de Haguro overvallen door Britse torpedobootjagers. In de daaropvolgende slag wist hij zwaar beschadigd te ontsnappen. Later werd het schip gevonden door Britse bommenwerpers en tot zinken gebracht. Circa 900 bemanningsleden en opvarenden sneuvelden.